# Ischnotoma (Ischnotoma) delpontei
Ischnotoma (Ischnotoma) delpontei is een tweevleugelige uit de familie langpootmuggen (Tipulidae). De soort komt voor in het Neotropisch gebied.